# Biskra
Biskra, från 1981 också kallat Beskra (arabiska: بسكرة; berber: , Tibeskert), är en oasstad i Algeriet, vid södra änden av Aurèsbergen. Staden är huvudort för provinsen med samma namn, och har omkring 200 000 invånare.

## Näringsliv
Biskra är centrum för oasgruppen Zab, och här odlas dadlar, fikon, granatäpplen och aprikoser. Staden är en kommunikationsknutpunkt längs vägen och järnvägen mellan Constantine och Touggourt, och har en flygplats. Den är också ett turistcentrum, med hotell och kurbad vid Hammam Salahine cirka 5 km nordväst om staden.

## Historia
Biskra, som ursprungligen var den romerska militärposteringen Vescera, blomstrade efter den arabiska erövringen på 800-talet. Den blev turkisk från 1552, och erövrades av fransmännen 1844. Dagens stad har vuxit upp omkring det tidigare franska fortet Saint-Germain.